# Walmer
Walmer es una parroquia y localidad inglesa del distrito de Dover, perteneciente al condado de Kent (Reino Unido). En ella se encuentra el castillo de Walmer.